# Europavej E264
E264 er en 340 kilometer lang europavej der begynder i Jõhvi i Estland og ender i Inčukalns i Letland. Undervejs går den blandt andet gennem: Tartu og Valga i Estland; Valka og Valmiera i Letland. E264 udgår fra E20 i Jõhvi i nærheden af Narva. Undervejs krydses E263 i Tartu, og til sidst ender E264 i E77 i Inčukalns udenfor Riga.